# Патчог
Патчог (англ. Patchogue) ― деревня в округе Саффолк, штат Нью-Йорк, США. На момент переписи 2010 года население составляло 11 798 человек. Патчог является частью города Брукхейвен, на южном берегу Лонг-Айленда, примыкающего к заливу Грейт-Саут. Официально он известен как объединенная деревня Патчог.

## Общий обзор
Патчог, который находится примерно в 60 милях (100 км) к востоку от Манхэттена, был зарегистрирован в 1893 году. Естественный берег реки и гавань являются ресурсами, которые деревня использовала в течение последних 100 лет, чтобы стать современным и в значительной степени автономным сообществом.
Патчог и соседняя деревушка Медфорд имеют общий школьный округ и библиотеку. Есть начальная, средняя и средняя школы, а также программы непрерывного образования для взрослых. Школьный округ, библиотека и колледж Святого Иосифа предоставляют разнообразные возможности для получения образования. В 2010 году библиотека Патчог-Медфорд была награждена Национальной медалью 2010 года за музейное и библиотечное дело за работу библиотеки в области двуязычного программирования.
Театр исполнительских искусств открылся в 1923 году. Позже он был реконструирован в триплекс, после чего был преобразован в один кинотеатр. Он закрылся в конце 1980-х годов. В середине 1990-х годов деревня приобрела театр и полностью отремонтировала здание. В настоящее время он вмещает 1166 мест.
В Патчоге есть три церкви различных христианских конфессий: Конгрегационалистская церковь, Объединенная методистская церковь и Епископальная церковь Святого Павла.
В 2019 году местный центр города был признан Американской ассоциацией планирования одним из четырех Великих районов Америки. С 2007 года ассоциация признала более 300 районов, улиц и общественных мест, которые делают сообщества сильнее и объединяют людей благодаря хорошему планированию.

## Известные жители
- Нэнси Петтит (род. 1953) — дипломат[9]

## Галерея

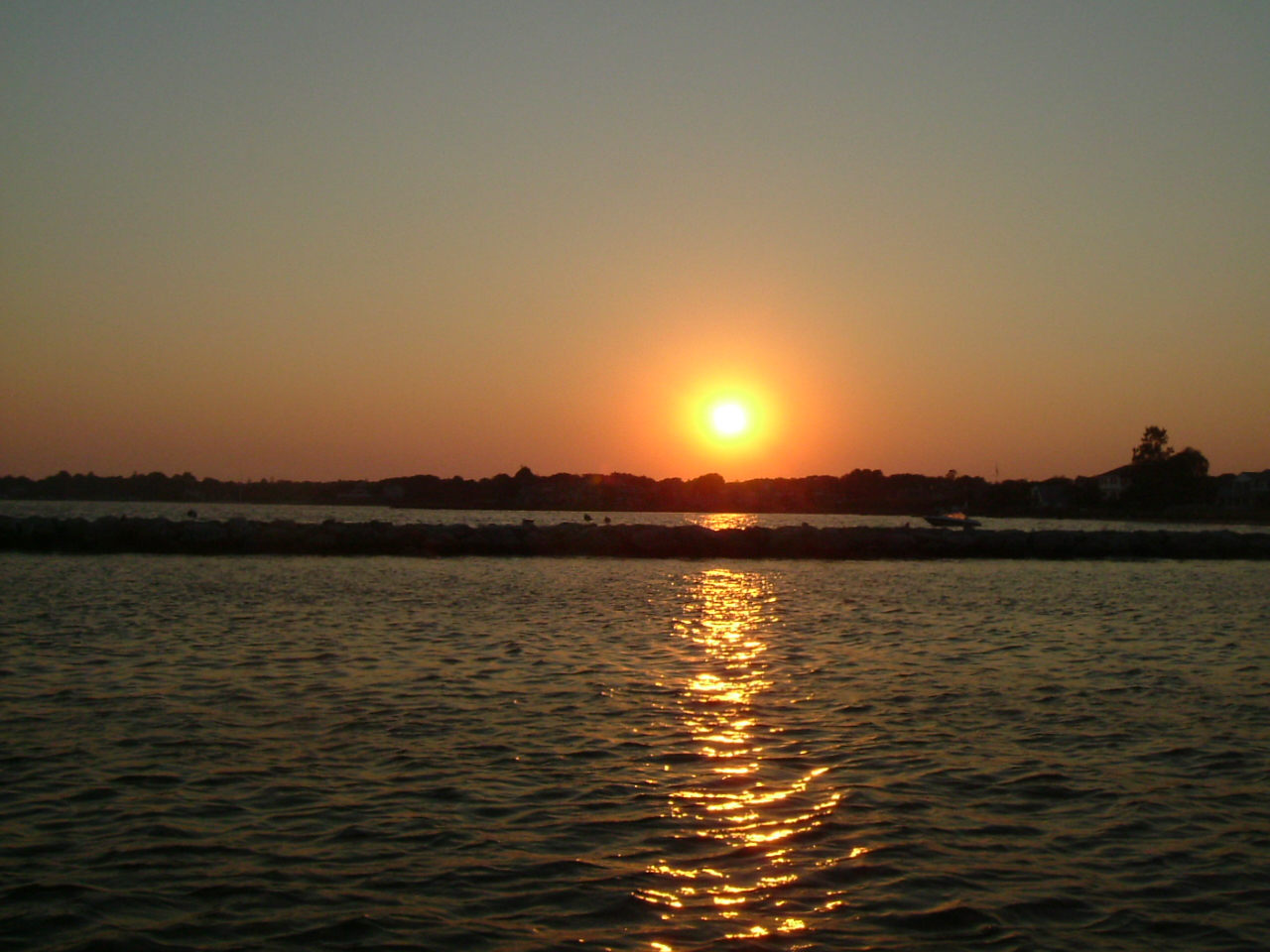
Закат у причала Талисман
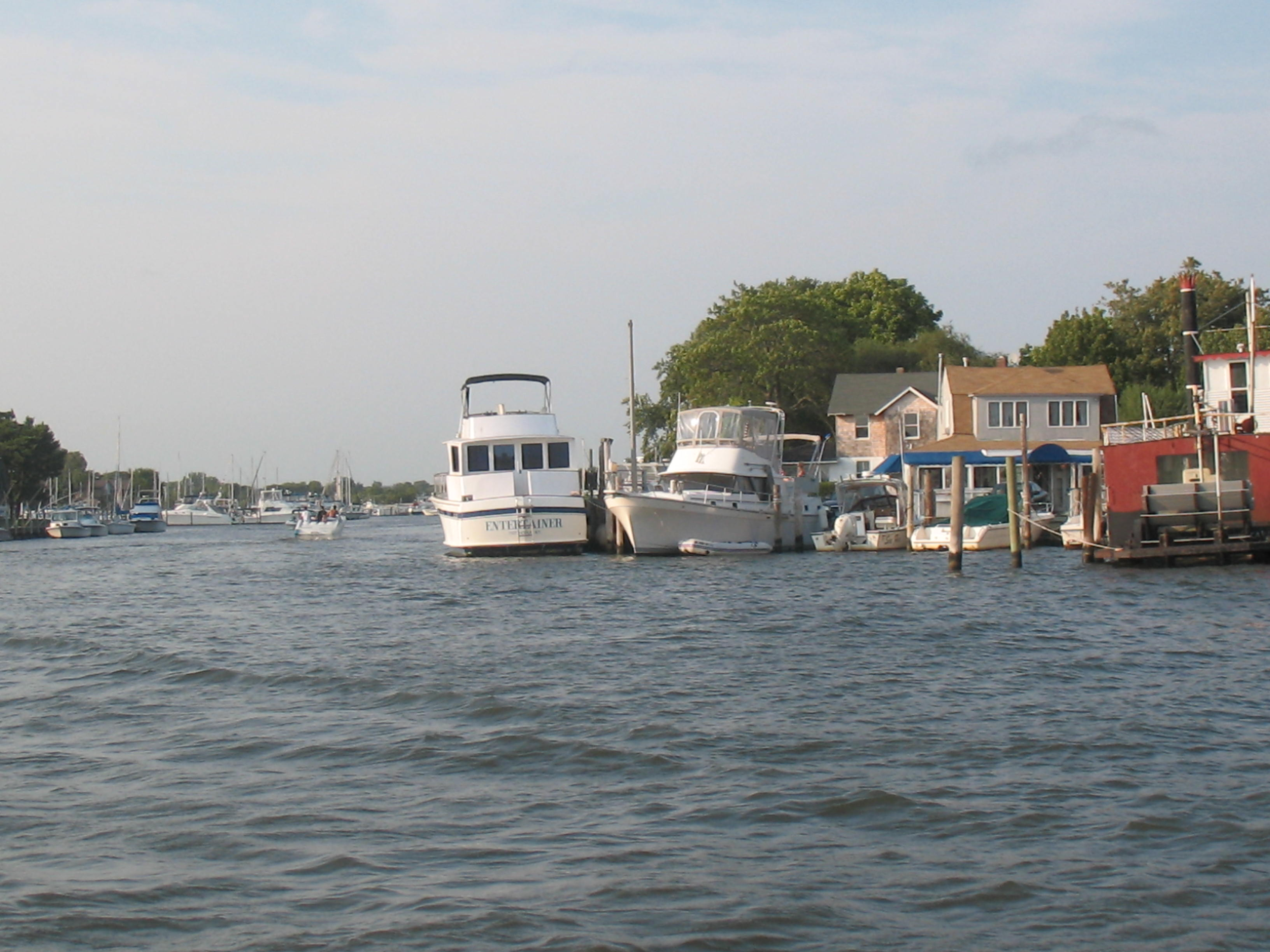
Река Патчог
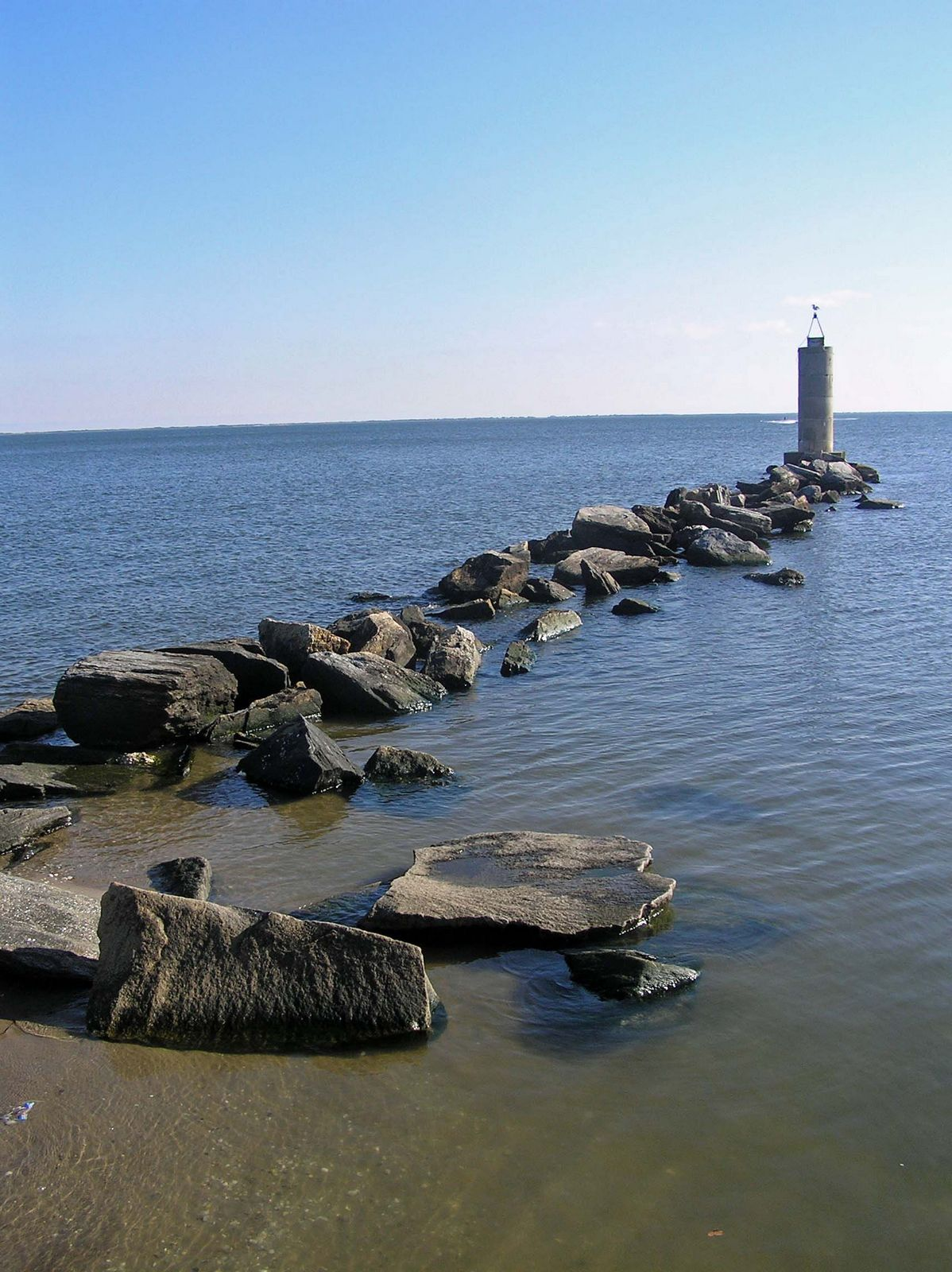
Залив Патчог